# جاذبه جنسی
جاذبه جنسی، به‌عنوان نیرویی بنیادین در قلمرو موجودات زنده، نقشی تعیین‌کننده در بقا، تکامل و پیچیدگی روابط ایفا می‌کند. این پدیده، فراتر از یک غریزه ساده، در هماهنگی با سازوکارهای زیستی، روان‌شناختی و حتی اجتماعی عمل می‌کند تا موجودات را به سمت تولیدمثل و تشکیل پیوندهای پایدار سوق دهد. از مرغ بهشت بزرگ نر، که با رقص خیره‌کننده خود جفت مناسب را جذب می‌کند، تا انسان‌هایی که در تارهای عشق و هوس گرفتار می‌شوند، جاذبه جنسی در اشکال بی‌شماری تجلی می‌یابد.  

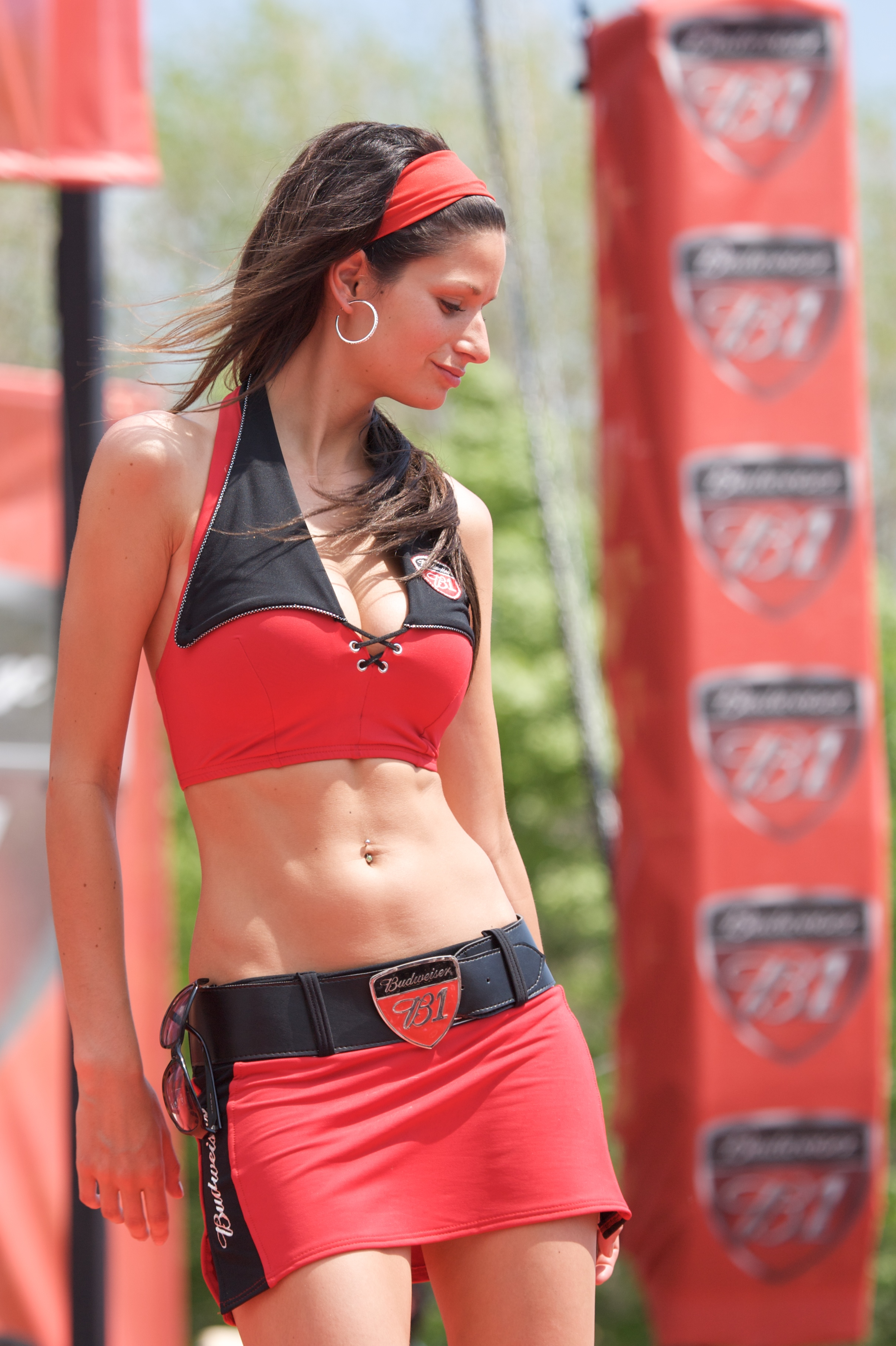
یک انسان ماده با پوشش و بدن جذاب جنسی

در سطح تکاملی، این جاذبه اغلب با نشانه‌های ظاهری، رفتاری یا شیمیایی همراه است که سلامت و تناسب ژِنشناختی آن موجود را فاش می‌سازد. برای مثال، رنگ‌های درخشان پرهای یک طاووس نر یا فِرومون‌های منتشرشده توسط پستانداران، همگی در خدمت جلب توجه جفت هستند. این سازوکارها، محصول میلیون‌ها سال انتخاب طبیعی‌اند که هدف نهایی‌شان تضمین بقای نسل است. 

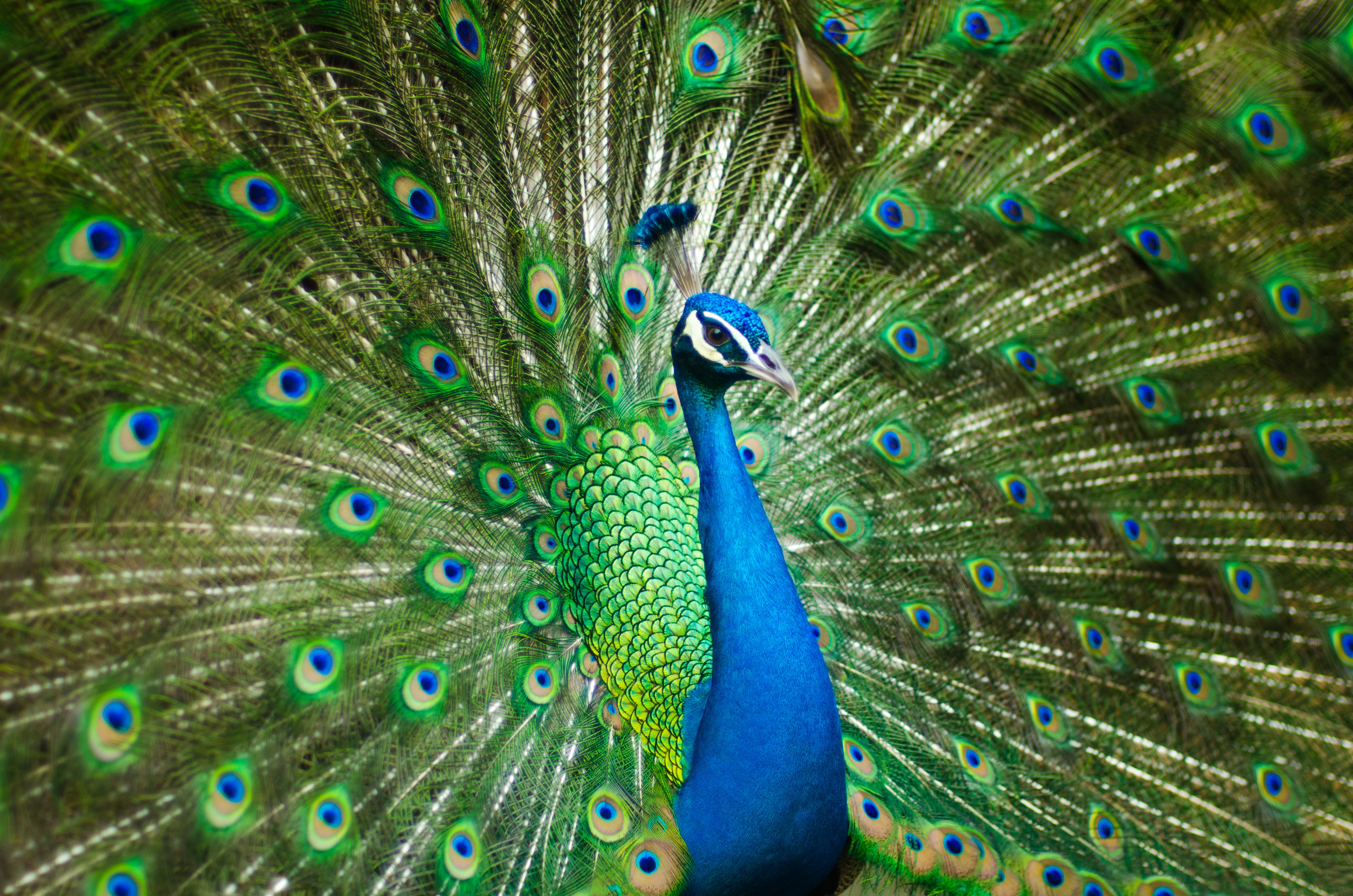
طاووس نری که پرهایش را باز کرده

با این حال، جاذبه جنسی در موجودات پیچیده‌ای مانند انسان‌ها، ابعادی چندلایه و گاه متناقض می‌یابد. فرهنگ، هنجارهای اجتماعی و تجربیات فردی، سلیقه‌ها و ترجیحات را شکل می‌دهند و گاه آن‌ها را از مبانی صرفاً زیستی دور می‌سازند. عشق، شهوت، وفاداری و حتی رقابت، همگی در این عرصه حضور دارند و جاذبه جنسی را به پدیده‌ای تبدیل می‌کنند که هم زیست‌شناسی را دربرمی‌گیرد و هم فراتر از آن می‌رود.  

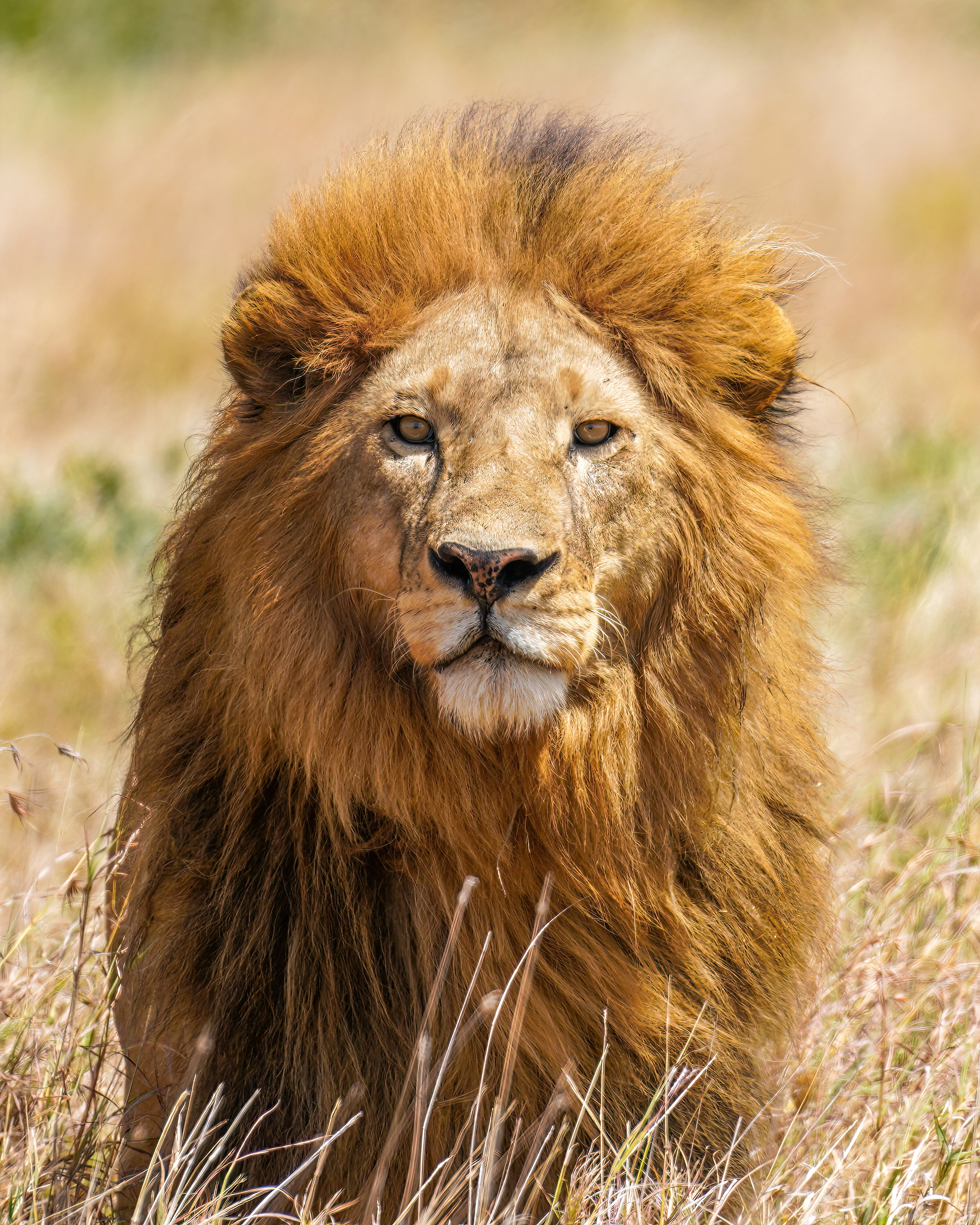
شیرهای نر با کارهایی مثل نمایش قدرت و برتری جسمانی خود، جذابیت جنسی‌شان را ابراز می‌کنند.

مطالعه این پدیده نیازمند رویکردی میان‌رشته‌ای است که از زیست‌شناسی تکاملی و عصب‌شناسی تا روان‌شناسی و جامعه‌شناسی را شامل می‌شود. تنها از این طریق می‌توان به درکی جامع از نیرویی دست یافت که نه‌تنها تداوم حیات را ممکن ساخته، بلکه انگیزه‌بخش برخی از عمیق‌ترین و پرشورترین تجربیات موجودات زنده بوده است.

## تعریف
این مفهوم به جاذبه جنسیِ دیگری در نظر موجود، برای برقراری رابطه جنسی با او، اعم از همجنس یا غیرهمجنس اشاره دارد. این جاذبه ممکن است با شهوت جنسی همراه باشد؛ اصطلاحی که بیانگر اشتیاق شدید جنسی است، بدون آنکه لزوماً حاوی احساسات عاطفی یا محبت‌آمیز باشد. به عنوان مثال، ممکن است انسان فردی غریبه، مانند مدلی در یک مجله را از منظر جنسی جذاب بیابد.